# Aiojna i Tureszmat
Aiojna i Tureszmat – u Ajnów boskie rodzeństwo, które stworzyło wyspę EZo (Hokkaido) i pierwszego człowieka, a później nauczyło go garncarstwa, rozniecania ognia i sporządzania łuków i strzał.